# Rhodactis

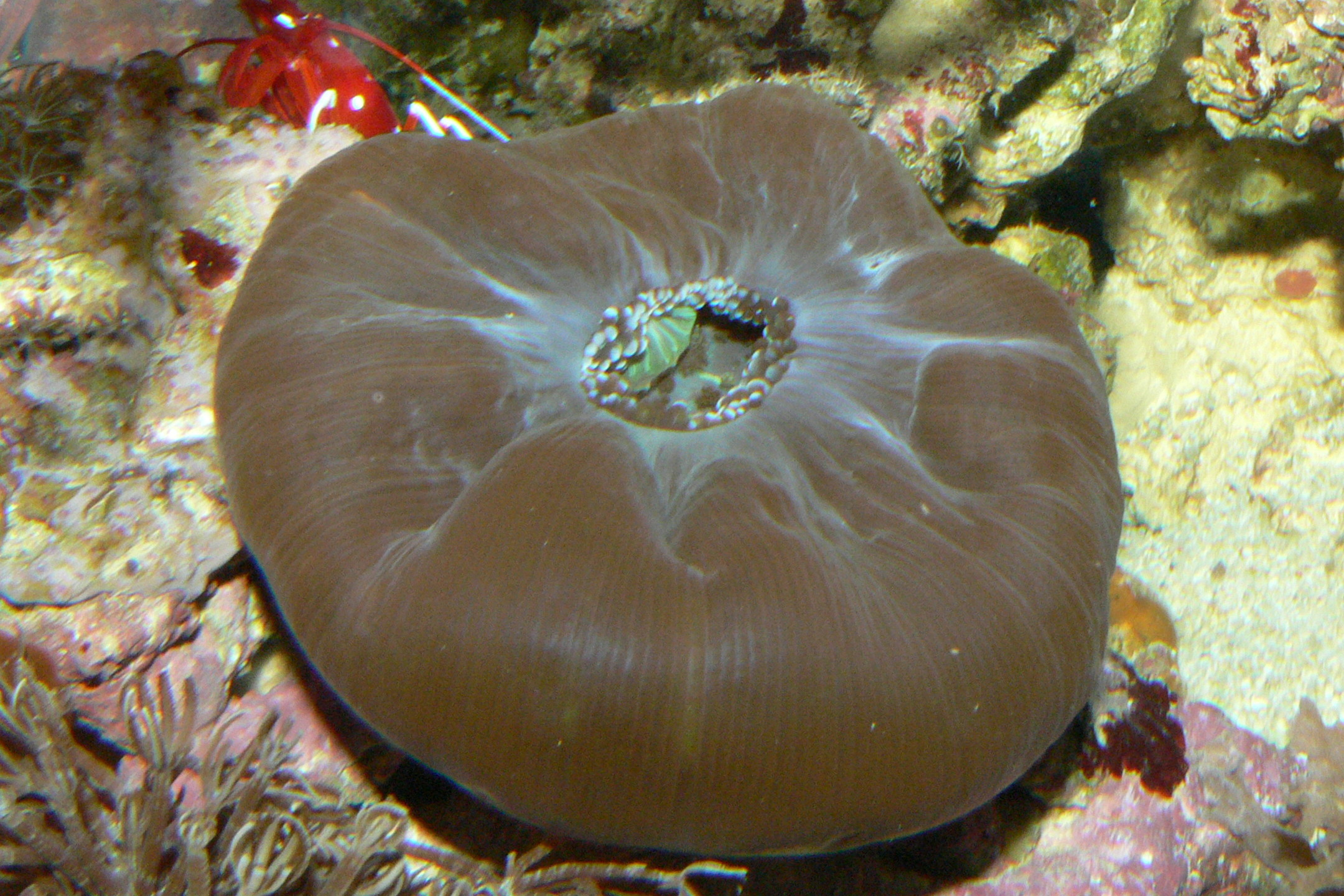
Cierre de Rhodactis inchoata alimentándose.

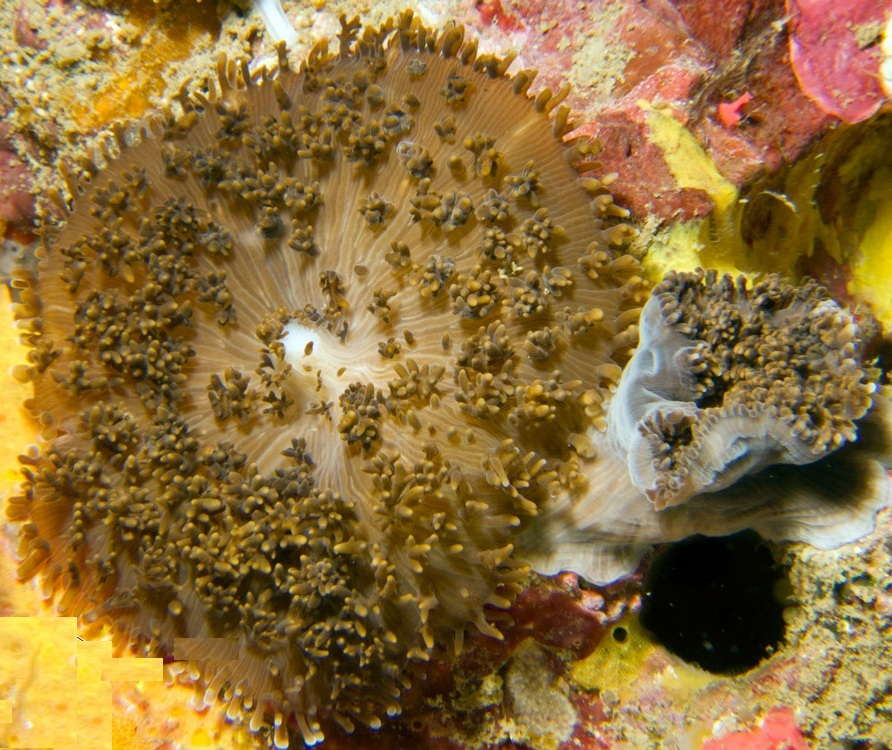
Reproducción asexual por brotes de Rhodactis indosinensis.

Rhodactis es un género de cnidarios emparentados con las anémonas marinas, que pertenecen a la familia Discosomidae. 
Estos animales son pólipos solitarios, que en la mayoría de las especies viven colonialmente. Los antozoos de este grupo frecuentemente son llamados "corales falsos", y pertenecen al orden Corallimorpharia, con forma de coral. Su taxonomía aún está bajo discusión.

## Especies
A pesar de que la clasificación del género y distintas especies, son actualmente objeto de discusión, el Registro Mundial de Especies Marinas reconoce las siguientes especies:
- Rhodactis bryoides. Haddon & Shackleton, 1893
- Rhodactis howesii. Saville-Kent, 1893
- Rhodactis inchoata. Carlgren, 1943
- Rhodactis indosinensis. Carlgren, 1943
- Rhodactis musciformis. Duchassaing & Michelotti, 1864
- Rhodactis osculifera. (Le Sueur, 1817)
- Rhodactis rhodostoma. (Hemprich & Ehrenberg in Ehrenberg, 1834)

## Morfología
Su cuerpo es cilíndrico, su extremo basal es un disco plano que funciona como pie, el disco pedal, y su extremo apical es el disco oral, el cual tiene la boca en el centro, y alrededor una superficie de forma circular, más o menos lisa o rugosa, dependiendo de la especie, que porta tentáculos compuestos de cnidocitos, células urticantes provistas de neurotoxinas paralizantes en respuesta al contacto, para evadir enemigos o permitirle ingerir presas más fácilmente hacia la cavidad gastrovascular. Tiene dos tipos de tentáculos, los marginales, que son simples, y los del disco oral, que suelen ser ramificados, cortos, y de disposición radial.
Su coloración puede ir desde el rojizo hasta el marrón, blanco, púrpura, o verde.  
La mayoría de las especies alcanzan los 8 o 10 cm de diámetro, siendo R. indosinensis la que alcanza mayor tamaño, con hasta 20 cm de diámetro.

## Hábitat
Habita, tanto aguas superficiales como más profundas, en un rango de profundidad entre 0 y 47 m. Normalmente anclados en corales muertos o al sustrato. Prefiere zonas sombreadas y con poca corriente. Su rango de temperatura oscila entre 24.20 y 28.37 °C.

## Distribución geográfica
Se les encuentra en el Indo-Pacífico, desde África oriental y el mar Rojo hasta Australia, Japón y las islas del Pacífico central. También en el Caribe, en el océano Atlántico.

## Alimentación
Los Rhodactis contienen algas simbióticas (mutualistas: ambos organismos se benefician de la relación) llamadas zooxantelas. Las algas realizan la fotosíntesis produciendo oxígeno y azúcares, que son aprovechados por los corales, y se alimentan de los catabolitos del coral (especialmente fósforo y nitrógeno). No obstante, los Rhodactis se alimentan tanto de los productos que generan estas algas (entre un 75 y 90 %), como de las presas de plancton, que capturan ocasionalmente, ayudados de sus minúsculos tentáculos y de un compuesto tóxico dentro de la cavidad oral que inmoviliza a la presa durante la alimentación. Una vez atrapada la presa con los tentáculos, Rhodactis pliega hacia arriba todo el disco oral, envolviéndola por completo y procede a su digestión.

## Reproducción
Asexual, por brotes: los llamados hijuelos son formados y se separan del disco pedal (basal), y por división: la anémona se divide exactamente a lo largo de su centro, formando dos animales. 
En la reproducción sexual, se liberan huevos y esperma, que se fusionan originando larvas, que nadan libremente hasta que se adhieren al sustrato.

## Mantenimiento
Dado el que son fotosintéticos, su mantenimiento es fácil. Es un género resistente a cambios en las condiciones ambientales y de fácil reproducción en cautividad. La única precaución es separarlo de otros corales ya que es agresivo.

## Galería

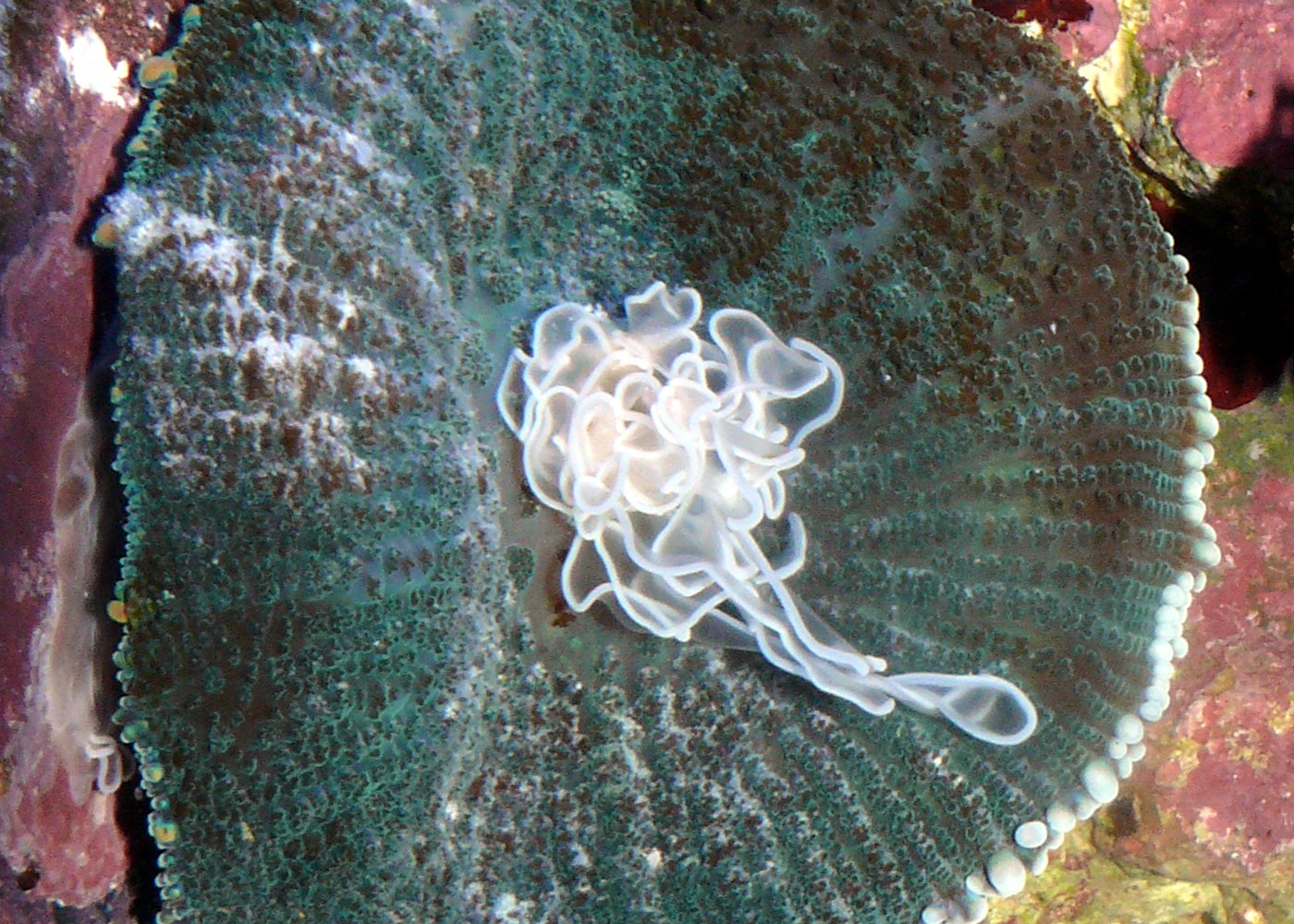
Rhodactis inchoata
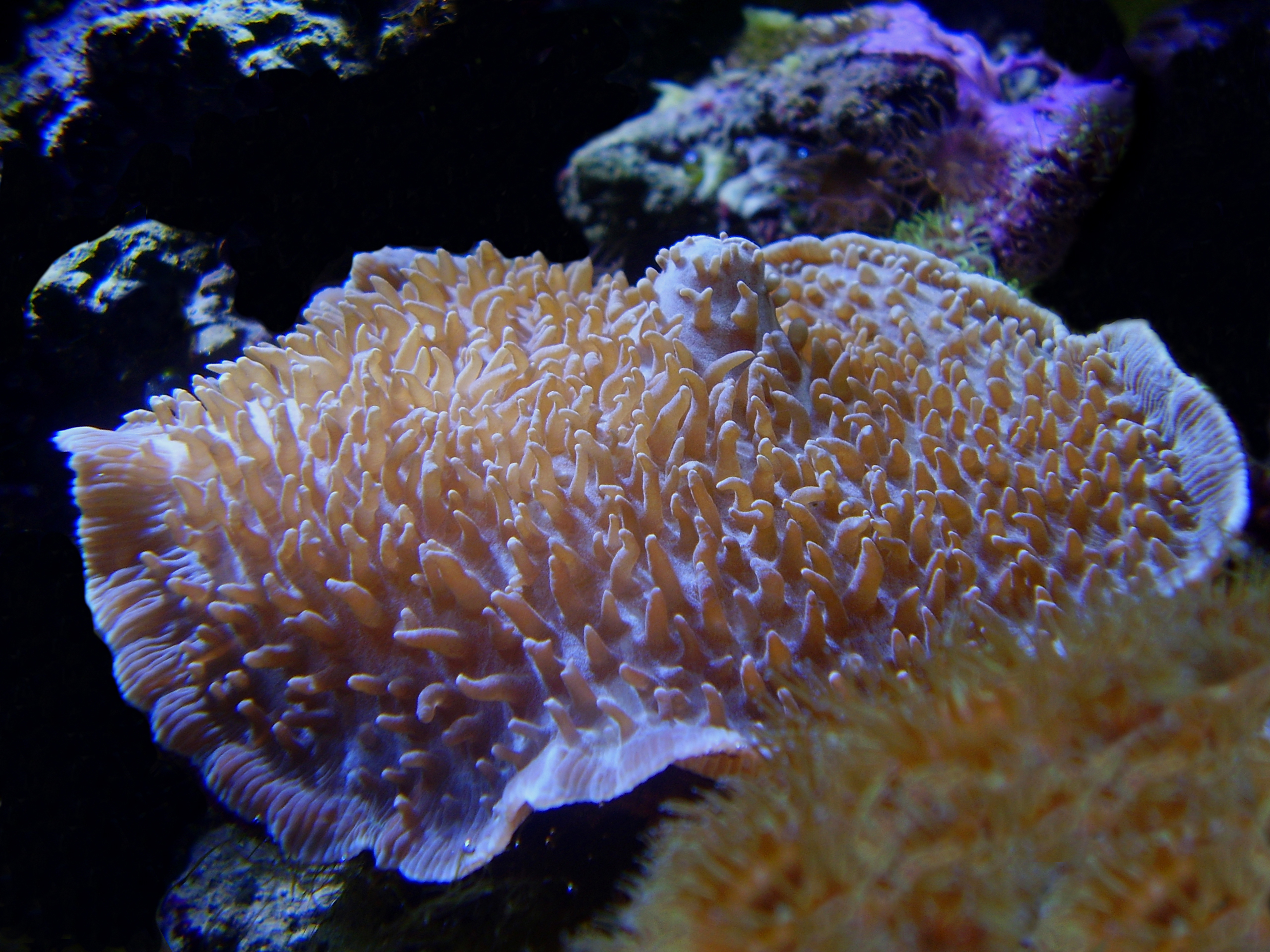
Rhodactis indosinensis
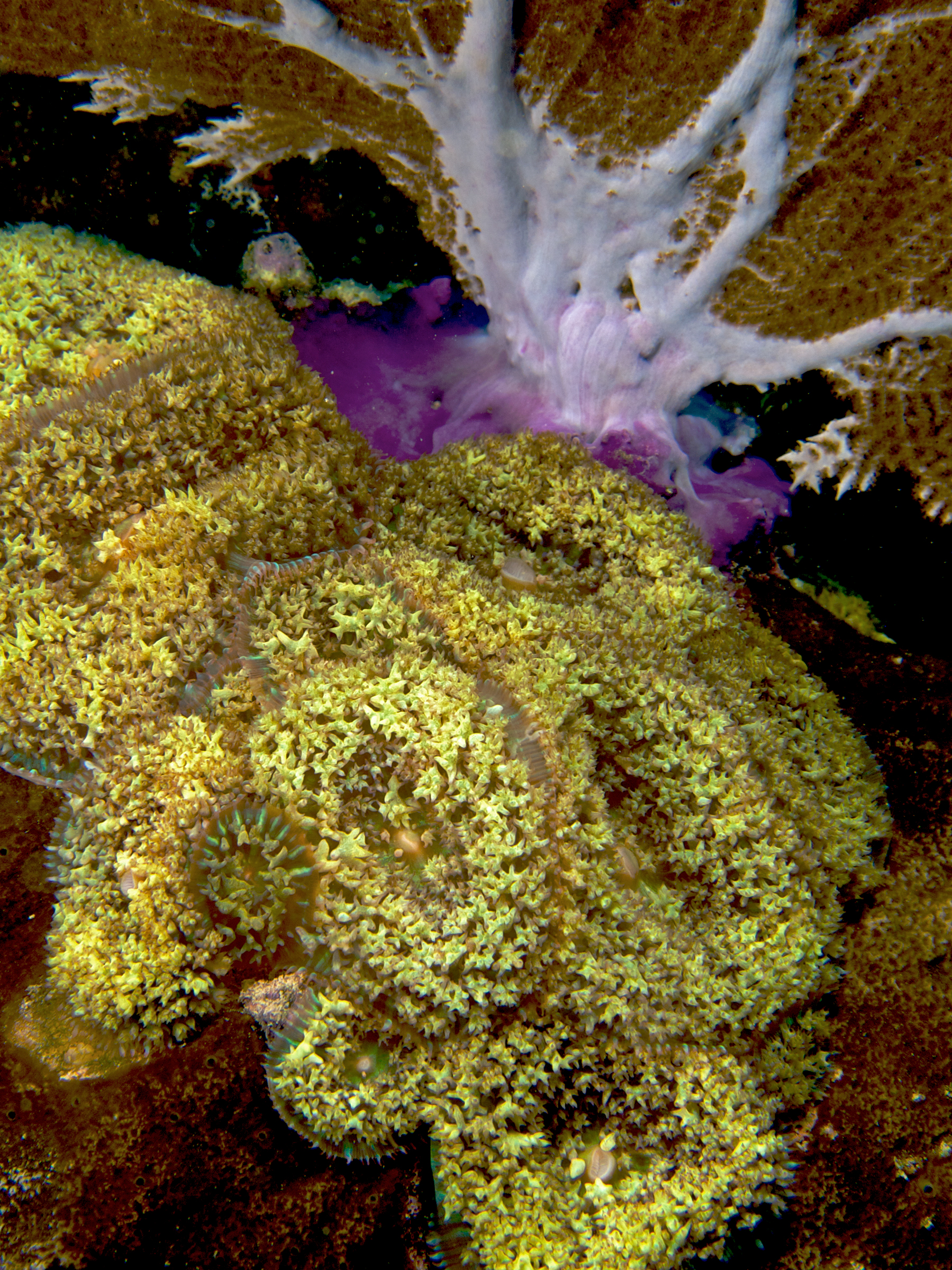
Rhodactis osculifera
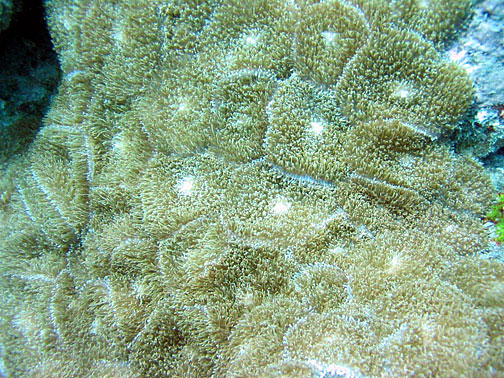
Rhodactis rhodostoma
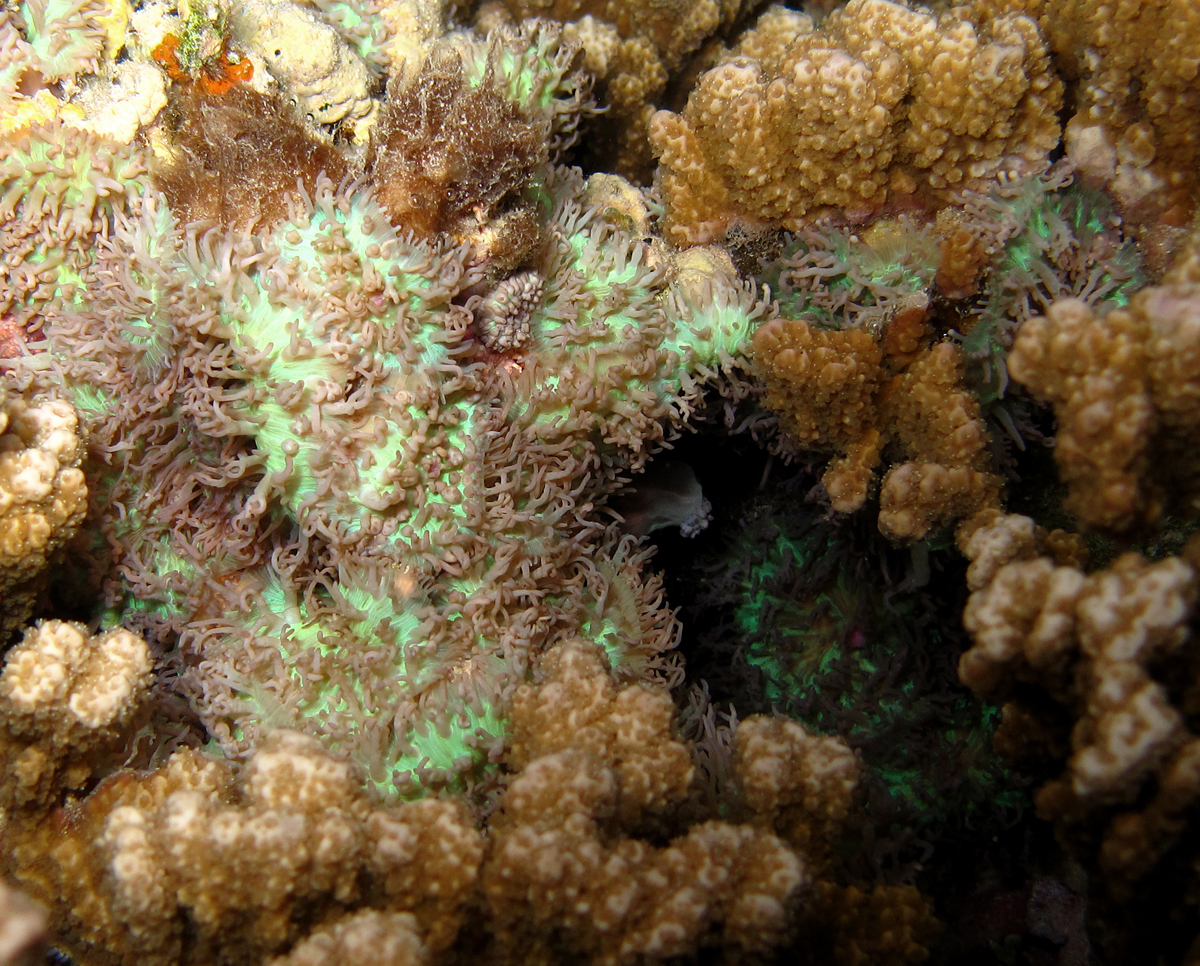
R. rhodostoma de noche, con tentáculos expandidos